# Combat de La Poterie
Chouannerie
Le combat de La Poterie opposa Chouans et Républicains en juillet 1795 lors de la Chouannerie.

## Déroulement
Cette bataille est mentionnée du côté républicain par le commandant Simon dit Champrobert, chef de la Garde nationale de Saint-Marc-le-Blanc et du côté chouan par le colonel chouan Toussaint du Breil de Pontbriand. Des doutes ont été émis quant au fait que ces deux récits évoquent la même bataille. Des différences sont constatées, selon Pontbriand le combat a lieu le 24 juillet tandis que pour Simon il se déroule le 22 du même mois. Cependant de nombreuses erreurs de dates ont été constatées dans les mémoires de Pontbriand, ce dernier y avoue d'ailleurs lui-même ses doutes concernant ce point. Pour Simon la bataille commence à Saint-Sauveur-des-Landes avant de se poursuivre sur Saint-Hilaire-des-Landes, Pontbriand de son côté fixe le début des combats à Romagné et sa fin devant la ville de Fougères. 
Des erreurs sont cependant possibles, Pontbriand n'était pas lui-même présent à ce combat, qui lui a été relaté par ses compagnons d'armes. Les bourgs de Romagné et Saint-Sauveur-des-Landes sont très proches l'un de l'autre et dans une autre affaire, le combat des Houlettes, Pontbriand place déjà ce combat près de Fougères, alors que le rapport républicain le fixe à proximité de Saint-Hilaire-des-Landes. De plus bien qu'il place le combat à Fougères, Pontbriand évoque la présence de la garnison de Saint-Hilaire-des-Landes à cette bataille.
Ces deux récits présentent cependant des similitudes, si les dates et les lieux sont différents, ils restent néanmoins très proches. De plus le déroulement des combats est similaire dans les deux récits; les Républicains attaquent les Chouans, ces derniers, après un long affrontement, reçoivent des renforts, les Bleus, sur le point d'être encerclés, se replient sur leurs bases fortifiées où l'assaut des chouans qui les poursuivaient est repoussé. En outre, les deux récits laissent entendre que le combat se déroula le soir. Les pertes républicaines sont très différentes (6 morts selon les Bleus, 300 selon les Chouans), mais des écarts et des exagérations de ce type sont fréquemment relevés pour les autres batailles. En revanche les pertes des Chouans sont similaires (32 tués ou blessés selon les Républicains, 16 morts et 15 blessés selon les Chouans).
Pour l'historien républicain Lemas, les récits de Pontbriand et Simon évoquent probablement le même combat, pour l'historien royaliste Le Bouteiller, il s'agit de deux affaires différentes.
| « Le 4 thermidor, sur les quatre heures du soir, quatre cents chouans, rassemblés au château de Chaudebœuf, en la commune de Saint-Sauveur-des-Landes, furent, en la lande de Landouesnon, en les communes de Saint-Sauveur et de Saint-Hilaire, prendre des moutons appartenant aux habitants de cette dernière commune. Les bergers d'iceux coururent au bourg de Saint-Hilaire avertir la garde nationale. Vingt-cinq d'eux et vingt volontaires d'une colonne stationnée à Saint-Jean-sur-Couesnon, qui étaient venus se promener à Saint-Marc et s'en retournaient vers Saint-Hilaire, firent une sortie, se mirent en deux vedettes et furent joindre les chouans en ladite lande, où ils les trouvèrent à l'endroit nommé La Poterie, du côté de Chaudebœuf. Le feu s'engagea vivement. Nos républicains, retranchés derrière les haies, soutinrent longtemps, mais se trouvant cernés de toutes parts et voyant que les chouans prenaient les routes pour s'emparer du bourg de Saint-Haire, ils furent obligés de battre en brêche et de faire une retraite qui fut exécutée en règle. Ils rentrèrent en leur bourg avec une perte de sept hommes. Les chouans les suivirent tout près de Saint-Hilaire : les saluades qu'on leur donna les firent reculer et s'enfuir. Dans l'affaire de La Poterie, ils ne purent emporter tous leurs morts, car, le lendemain, on en voyait encore qui mordaient la poussière dans les champs de Chaudebœuf. Mais en les dépouillant ils les avaient tellement défigurés qu'ils n'étaient pas reconnaissables. Un de nos volontaires qui avait reçu une blessure, tomba entre les mains des chouans. Ils le croyaient mort, le déshabillèrent et ne lui laissèrent que sa chemise. Dans la nuit il se releva, mais il ne savait où aller. Il entendit un rappel qui se faisait au bourg de Saint-Hilaire. Il reconnut sa caisse : il s'y rendit ; or notre perte n'était plus que de six tués et un blessé. Suivant les rapports, la perte des chouans est de trente-deux, y compris les blessés, et qu'ils coururent de Saint-Hilaire jusqu'à Marigny, trois lieues de chemin, pour se sauver du détachement de la garde nationale de Saint-Marc qu'on leur disait arrivant et crainte que le cantonnement de Saint-Jean-sur-Couesnon ne fût venu venger la mort de leurs camarades. » — Simon-Champrobert |

| « Le rapport de ces deux dernières affaires ayant été fait au général Chérin, qui commandait à Rennes pendant le blocus de la presqu'île de Quiberon, il se trouva fort embarrassé, parce que, si le commandant de Fougères lui demandait des renforts, le général Hoche lui avait ordonné de diriger sur Vannes toutes les troupes qui lui arrivaient; cependant, ayant reçu les instructions qu'il sollicitait, il fit partir un bataillon de cinq cents hommes pour Fougères. Les deux frères du Boisguy se trouvaient, avec trois cents soldats, au village de la Chêne, en Romagné, lorsqu'ils apprirent l'arrivée de cette troupe, qui avait couché à Saint-Aubin-du-Cormier. Il balançaient à l'attaquer, lorsqu'ils entendirent une fusillade à quelque distance ; c'était huit à dix de leurs soldats écartés, que l'avant-garde républicaine avait aperçus et qu'elle poursuivait vivement. Les du Boisguy marchèrent à leur secours et l'action s'engagea bientôt, elle fut très vive et durait déjà depuis plus d'une heure, sans avantage marqué, lorsque Bonteville, qui se trouvait à près de deux lieues plus loin, avec la colonne qu'il avait formée depuis peu, déjà forte de six cents hommes, arriva à leur secours. Il prit les Républicains en flanc, et son attaque inopinée décida aussitôt leur retraite, qui se changea bientôt en déroute si complète, qu'ils portèrent le désordre dans un corps de huit cents hommes qui arrivait de Fougères à leur secours. Néanmoins, l'action recommença alors et dura jusqu'à la nuit. On se battit jusque sous les murs du château de cette ville, où plusieurs Républicains furent tués. Ils perdirent trois cents hommes dans cette affaire qui dura six heures; mais du Boisguy l'aîné, s'étant écarté des siens, s'égara et fallit être pris par la garnison de Saint-Hilaire-des-Landes qui se rendait à Fougères. Les Royalistes perdirent seize hommes dans ce long combat, et quinze furent blessés, entre autres : Julien Chérel, de Lécousse; Jean Bazin, de Saint-Ouen-la-Rouërie; François Biard, de Parigné; Jean Boismartel, de Fougères, qui le furent grièvement. » — Mémoires de Toussaint du Breil de Pontbriand |